# Taburno novello
Il Taburno novello è un vino DOC la cui produzione è consentita nella provincia di Benevento.

## Caratteristiche organolettiche
- colore: rosso rubino più o meno intenso.
- odore: caratteristico, fruttato, vinoso.
- sapore: rotondo, poco tannico.

## Produzione
Provincia, stagione, volume in ettolitri
- Benevento  (1994/95)  446,74
- Benevento  (1995/96)  413,07
- Benevento  (1996/97)  428,96